# 泰基恩·达尔汗

泰基恩·达尔汗想象画

泰基恩·达尔汗 （—1632年）是一位雅库特人英雄和酋长，也是一位传说人物。根据雅库特人的传说，泰基恩·达尔汗是巴德哲伊的后裔。泰基恩·达尔汗身材高大，據說曾統一雅库特各部。1628年，俄罗斯沙皇国入侵雅庫特人的领地，泰基恩·达尔汗被俘，最終死於獄中。